# Direcție operativă
Direcție operativă reprezintă  fâșie de teren, care, permite concentrarea, organizarea și desfășurarea unor acțiuni militare cu una sau mai multe grupări de forțe de nivel divizie sau corp de armată.
În raport cu importanța scopurilor și amploarea acțiunilor duse pentru atingerea acestora, o direcție operativă diferă de o direcție strategică. Delimitarea teritoriului de către formele de relief, tipul de teren și caracteristicele rețelei hidrografice determină ca, anumite direcții operative să fie favorabile acțiunilor militare.